# Костел Петра і Павла (Краків)
Костел святих апостолів Петра́ і Па́вла (пол. Kościół Świętych Apostołów Piotra i Pawła w Krakowie) — римо-католицький храм у центрі міста Кракова на вулиці Гродській.
Від 1830 року належить до парафії Всіх Святих Краківської архідієцезії. Поруч розташована церква святого Андрія.
Костел споруджений єзуїтами на зразок храму Іль-Джезу в Римі.
У бічному вівтарі церкви зберігаються реліквії польського церковного діяча часів Речі Посполитої полеміста Петра Скарґи, єзуїта XVI ст.
Збудована впродовж першої третини XVII століття. Освячена 8 липня 1635 року.

## Відомі люди, пов'язані з костелом
- Стефан Рупневський — Кам'янецький і Луцький римо-католицький єпископ, Львівський латинський єпископ-помічник, був похований в костелі у спільному гробівці під презбітерієм.[3]
- 10 лютого 1906 року в церкві відбувся шлюб унтер-офіцера Кароля Войтили і Емілії з Качоровських — батьків Папи Івана Павла II. Цей факт увіковічнила таблиця, розміщена на колоні ліворуч від входу.